# حسینیه کوچک زواره
حسینیه کوچک زواره مربوط به دوره صفوی است و در زواره، محله میدان کوچک واقع شده و این اثر در تاریخ ۱۰ خرداد ۱۳۸۲ با شمارهٔ ثبت ۹۰۵۴ به‌عنوان یکی از آثار ملی ایران به ثبت رسیده است.